# アリエル計画
アリエル計画（英: Ariel programme）は1960年代初頭から1980年にかけて行われたイギリスの人工衛星プログラム。イギリス初となる人工衛星、アリエル1号からアリエル6号までの計6台の科学衛星が打ち上げられた。最初の4機は電離層観測、残りの2機はX線観測が目的だった。
イギリスの科学研究協議会がプログラムを実行した。最初の2機はアメリカ合衆国のNASAによって作成され、後の4機はイギリスで生産された。打ち上げは全てアメリカのロケットにより行われた。

## 衛星
| 人工衛星    | 日付       | ロケット     | 射場                     | COSPAR ID | コメント                                                       |
| ----------- | ---------- | ------------ | ------------------------ | --------- | -------------------------------------------------------------- |
| アリエル1号 | 1962-04-26 | ソー・デルタ | ケープカナベラル空軍基地 | 1962-015A | イギリス初となる人工衛星。                                     |
| アリエル2号 | 1964-03-27 | スカウト     | ワロップス飛行施設       | 1964-015A |                                                                |
| アリエル3号 | 1967-05-05 | スカウト     | ヴァンデンバーグ空軍基地 | 1967-042A | イギリスで設計・製造が行われた初めての人工衛星                 |
| アリエル4号 | 1971-12-11 | スカウト     | ヴァンデンバーグ空軍基地 | 1971-109A |                                                                |
| アリエル5号 | 1974-10-15 | スカウト     | サン・マルコ             | 1974-077A | アップルトン研究所のコントロールセンターからの指示で行われた。 |
| アリエル6号 | 1979-06-02 | スカウト     | ワロップス飛行施設       | 1979-047A | アリエルシリーズ最後の衛星。                                   |